# 王跃文
王跃文（1962年9月26日—），湖南溆浦人，中华人民共和国作家，因长篇小说《国画》而引人关注。曾任湖南省作家协会主席。

## 生平
1962年，王跃文出生在湖南省怀化市溆浦县。
1984年，王跃文大学毕业后分配在溆浦县政府办公室工作，后调入怀化市政府办公室，湖南省政府办公室，都是写官样文章，业余写小说。
1989年，王跃文开始文学创作，发表中短篇小说若干，曾获湖南省青年文学奖。
从2001年10月起，王跃文专职写小说，是湖南省作家协会会员。
2011年10月，王跃文主编的当代幽默名家自选集由湖南人民出版社出版，该丛书中包括王跃文的作品我们把肉体放在何处。
2016年4月，接任唐浩明，任湖南省作家协会主席。

## 主要作品目录
- 《西州月》
- 《有人骗你》
- 《西州月》
- 《今夕何夕》
- 《秋风庭院》
- 《夜郎西》
- 《旧约之失》
- 《很想潇洒》
- 《漫天芦花》
- 《天气不好》
- 《无雪之冬》
- 《蜗牛》
- 《夏秋冬》
- 《没这回事》
- 《官场春秋》
- 《国画》1999人民文学出版社
- 《梅次故事》
- 《龙票》
- 《大清相國》
- 《苍黄》
- 《我们把肉体放在何处》
- 《王跃文文学回忆录》2017广东人民出版社